# Федаи Тебризи
Федаи Тебризи (азерб. Fədai Təbrizi) — азербайджанский поэт XVI века.

## Творчество
Федаи Тебризи начал свой творческий путь в 1550-х годах. Он известен свой поэмой «Бахтиярнаме», которую завершил к концу XVI века. Федаи по своему вкусу проработал традиционную тему и сохранил её основную линию, но проделал творческую работу над сюжетом, внёс некоторые дополнения и изменения. Легенда древнего Востока была вдохновлена проблемой духовной свободы, над которой размышлял средневековый человек, его благородные, чистые мечты и современная жизнь. Поэтому в работе поэта есть сильное чувство современности. Федаи пишет о событиях, которые он видел и был свидетелем их. Кроме того, поэт соединил все вопросы, которые он ставил в произведении и пытался решить, с общественно-политической жизнью того времени, жизнью и духом народа. Работая над этим, Федаи, писавший о прекрасных и просвещенных деяниях средневековых людей и создавший незабываемый образ справедливых правителей, покоривших сердца людей своими лучезарными делами, продолжает традицию создания старинного образа справедливого человека. Он говорил о своей печальной судьбе, о невзгодах и трудностях своей жизни, о реакционных традициях, укоренившихся в его время, и о развращенности деспотичных царей.